# 蒙蘇農多
蒙蘇農多，或譯曼·索南多；1942年2月13日—，是柬埔寨電台記者，擁有柬埔寨、法國雙重國籍。他是金邊蜂巢電台東主兼台長；保護記者委員會曾於2012年形容蜂巢電台是「柬埔寨少數獨立的新聞傳媒之一」。他同時為蜂巢電台擔任時事評論員。
蘇農多曾因報導的問題而三度入獄：2003年他被控「煽動暴亂」，因而入獄，2005年又因誹謗罪而入獄，2012年再因叛亂罪而入獄。2012年，他被當地法院判監20年，此判決引來人權團體抗議，而美國總統巴拉克·奧巴馬亦在和柬埔寨首相洪森會面時對該案件表示關切。2013年3月，上訴法庭推翻原審裁決，而蘇農多則因引致社會動盪而被判處緩刑5年。

## 生平
1942年2月13日，蒙蘇農多生於柬埔寨磅湛省一個名為磅暹的小縣。他的父親蒙索（Mam Soth）是一位律師，而他的母親尹敖（Eam Ouch）則是一位在馬德望省出生的婦女。蘇農多在1964年遠赴法國巴黎就學，並於1969年至1970年期間就讀巴黎國家攝影藝術學院。巴黎第十五大學在1973年向他頒授學士學位（主修社會學、電影攝影學和視聽藝術）。 
為了避開赤柬的統治，他在1975年再度離開柬埔寨，並遷居法國，直至1993年為止。當年他回到柬埔寨，申領廣播牌照，並創立一家電台，命名為蜂巢電台。他把蜂巢電台當作自己的新政黨——蜂巢民主社會黨的宣傳途徑，並在1998年大選中參選。據《亞洲時報》所言，他的競選活動只是使人覺得他「古怪、宣揚佛家哲學、提倡民主、發起一場引人注意的競選活動」。蘇農多落選之後把蜂巢民主社會黨解散，不過他繼續以獨立記者的身份在蜂巢電台播音。
蘇農多是蜂巢電台東主兼台長。2012年，人權觀察形容蜂巢電台是「柬埔寨促進人權、民主的重要途徑之一」。該電台是柬埔寨少數討論有爭議議題（包括柬埔寨的公民社會、抗愛滋病運動、孕產婦死亡率與人口販賣、女權及性別平等運動、政治和經濟方面的開誠布公、平等進步和生生不竭問題、勞工權益、環境保護、法治、選舉教育和選舉監察的議題）的電台之一。該電台同時會播放由自由亞洲電台、美國之音、柬埔寨人權中心和法國國際廣播電台製作的節目。
蜂巢電台的營運經費來自廣告費和私人捐款。因為蜂巢電台有時候具有爭議的報導和政治立場，有的公司拒絕在這家電台購買廣告。蘇農多也拒絕播放傷風敗俗商品（包括香煙）的廣告。
2010年7月7日，蘇農多成立倡導組織民主協會，旨在藉助教育和資訊的提供，使柬埔寨成為一個完全民主的國家，並為柬埔寨政府的脫貧策略出力。該協會亦有賦予農民選舉權和支援反對派的目標。創立初期，民主協會僅有11名員工，並無外界注資。蘇農多是民主協會的主席。

## 2003年被捕
2003年1月，一份柬埔寨報紙報導一名泰國演員宣稱吳哥窟本來屬於泰國，觸發金邊的騷亂。1月29日，泰國大使館被焚燒，而數以百計的泰國籍移民則逃離柬埔寨，以免受到暴力事件波及。騷亂期間，一位在蜂巢電台發言的聽眾錯誤宣稱一名柬埔寨大使館官員在曼谷被殺。蘇農多在1月31日被捕，被控「發送假消息」、「煽動歧視」和「煽動犯罪行為」。他對記者宣稱：「我播出一個聽眾的說法，不過這說法後來證實是假的，他們就怪責我。如果我因為容許人們各抒己見而入獄，我會感到高興。」
2月1日，法院正式起訴蘇農多；10天後，他獲准保釋。有關案件從未開審。

## 2005年被捕
蘇農多報導首相洪森與越南簽訂條約，解決兩國邊界糾紛，電台又與一位以法國為基地的專家討論此事，該專家批評洪森割地的行為。之後，蘇農多在2005年10月11日再度被捕，被控「刑事誹謗」、「散發假消息」和「煽動」三項罪名。11月3日，當局不准他保釋外出。
聯合國和歐盟批評當局拘捕蘇農多。由柬埔寨70個公民社會組織組成的聯盟亦爭取釋放蘇農多。保護記者委員會譴責當局拘捕蘇農多的行為，認為這是當局「廣泛鎮壓言論自由」的行動之一，而國際特赦組織則把他列為良心犯。
2006年1月底，蘇農多在美國助理國務卿克里斯托弗·羅伯特·希爾訪問柬國之前獲准保釋。洪森形容蘇農多的釋放就如同送給來賓的「大禮」。蘇農多的控罪在當月月底之前撤銷。。

## 2012年被捕

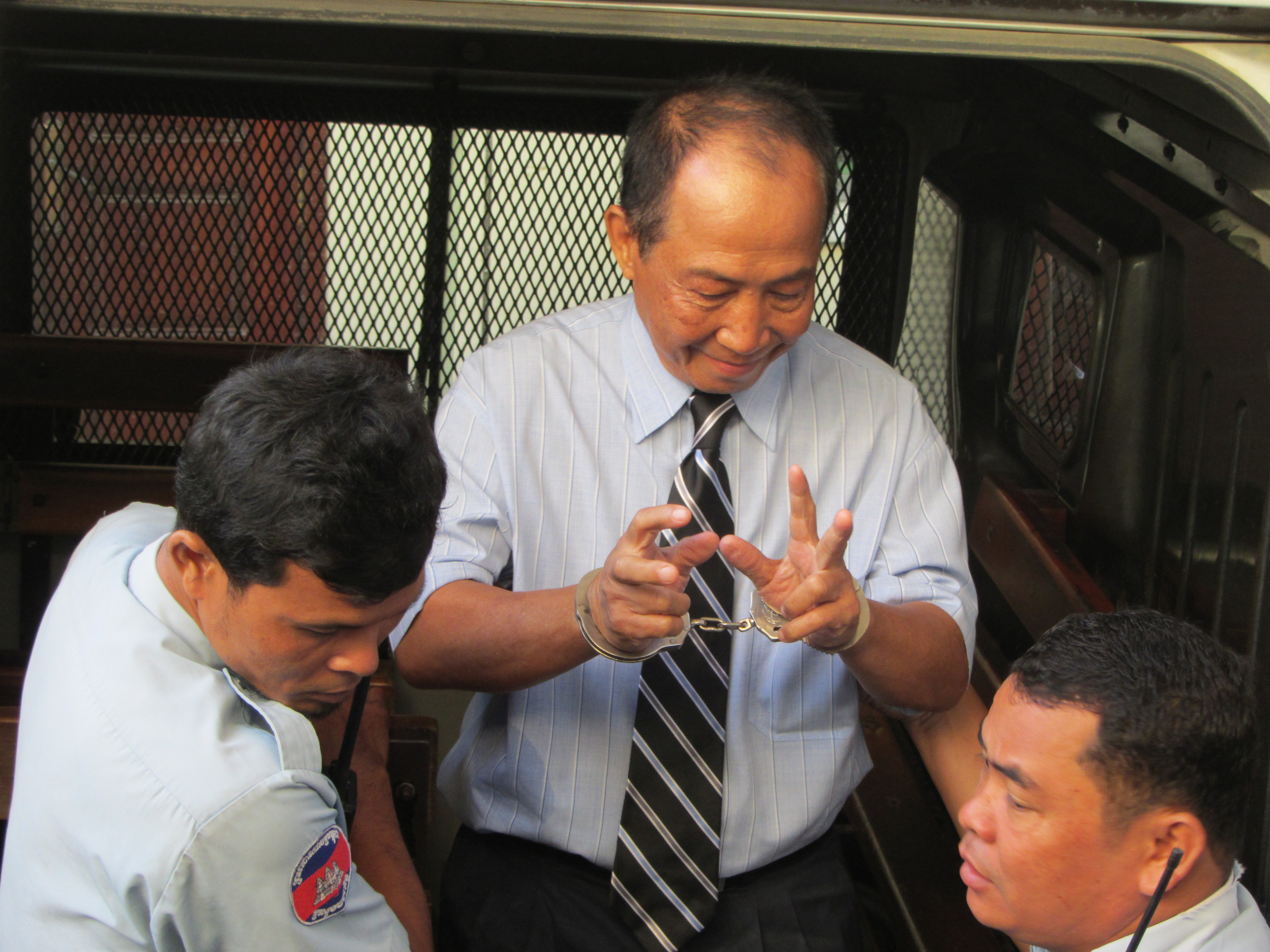
蒙蘇農多（圖中）被警方拘留

2012年中，蜂巢電台報導國際法庭一份申訴，在這宗申訴案中，首相洪森被控在2010年金邊踩踏事故中引致347人身亡。這次報導使洪森和蒙蘇農多再起紛爭。2012年6月26日，洪森要求當局拘捕當時身在國外的蘇農多，指控他在桔井省策動一場分裂陰謀，意圖令該省獨立。5月15日至17日期間，桔井省發生示威，抗議新橡膠廠工程引致的迫遷。當地居民認為橡膠廠「掠奪土地」。在示威的最後一天，士兵向眾多被迫遷的家庭開火，令一名14歲少女被殺。蘇農多在2012年東盟會議舉行期間回國；直至東盟會議閉幕後，當局才在7月15日把他逮捕。
洪森指控蘇農多意圖建立「國中之國」，而當局則以「叛亂罪」和「煽動人民以武力與國家對抗罪」正式檢控蘇農多。一旦罪名成立，他可被判處最多30年的監禁。桔井省部分社區的社會活動家也因為涉嫌分裂國家而被控告。
柬埔寨人權中心的屋偉烈表示，蘇農多和另外17個人被關在同一個囚室，令他睡覺的地方只剩下半平方米。7月22日，由於生病，他被移送到監獄醫院。
當局拘捕蘇農多的行為很快就引起國內外批評。由22個柬埔寨人權團體組成的聯盟柬埔寨人權行動委員會呼籲政府釋放蘇農多，「以挽回國家的聲譽」。7月23日，蜂巢電台和民主協會的成員在金邊王宮前方示威。
保護記者委員會呼籲當局立即釋放蘇農多，宣稱洪森「屢屢重施故技，以沒有事實根據的反政府罪名控告記者，從而壓制對政府的批評」。人權觀察則表示「克林頓（美國國務卿希拉莉·克林頓）訪問（柬埔寨）過後，當局拘捕蘇農多，顯得厚顏，由此可見洪森認為美國非常希望他在其他方面和美國合作，所以他在打壓反對者這一方面肆無忌憚」。國際特赦組織又把蘇農多列為良心犯，認為他「因為和平行使其言論自由而被拘留」。國際人權聯盟和世界反酷刑組織發表聯合聲明，對蘇農多的控罪表示「深切關注」，並呼籲當局立即把他釋放。無國界記者形容當局逮捕蘇農多「就像所有參加上星期金邊東盟峰會的人臨走之前，給政府打了一巴掌。外交官一走，當局就把異見人士逮捕了。」以愛爾蘭為總部的非政府組織前線衛士把他列為2013年冒險人權捍衛者獎入圍候選人之一。
2012年10月1日，金邊一家法院宣判蘇農多罪名成立，判監20年，罰款1000萬瑞爾（2500美元）。美國總統巴拉克·奧巴馬在11月與洪森會晤時，對這件案件表示關切。法國總理讓-馬克·埃羅亦呼籲當局釋放蘇農多。
2013年3月14日，上訴法庭找不到把蘇農多定罪的原因，並以此推翻其反政府控罪的原審判決。蘇農多仍以涉及桔井省動亂為由，被該法院改判緩刑5年。在法院外聚集，聽取判決，而支持蘇農多的群眾數以百計。國際特赦組織稱，該判決「為柬埔寨國內言論自由的促進邁出積極一步」，不過他們補充道：「蒙蘇農多一開始就不應該被囚禁，而他的定罪看來毫無根據。」蘇農多在上訴法庭宣判後一日（3月15日）出獄，並宣稱打算為自己洗脫其他罪名。

## 2014年示威

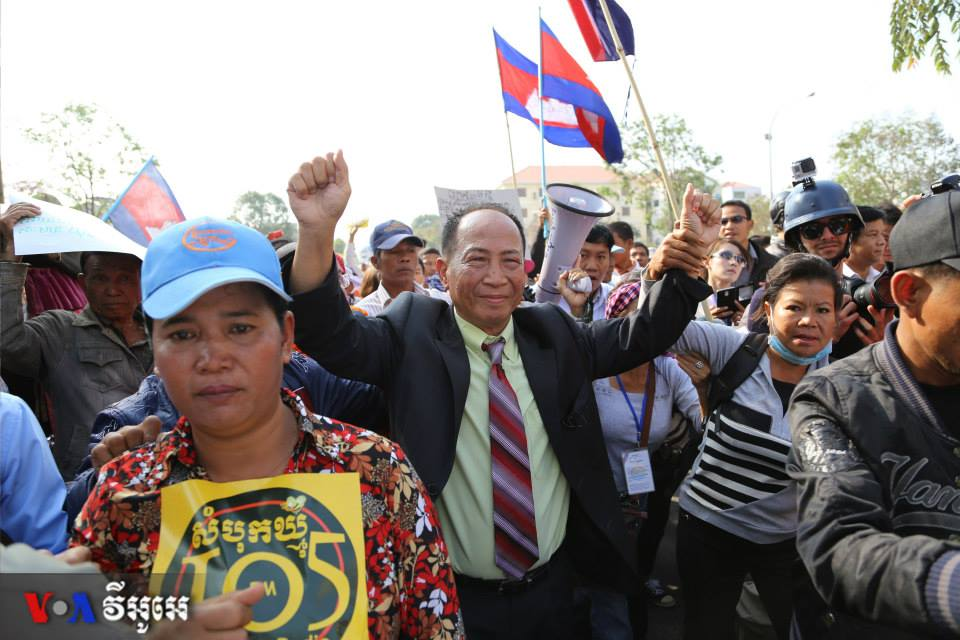
蒙蘇農多與蜂巢電台示威者遊行

2014年1月，蒙蘇農多發起一場大規模示威，要求政府擴大其電台的收聽範圍，並容許他開辦電視台。新聞部長喬干那烈以無線電頻譜已預留予未來的數碼電視頻道為由，拒絕批准蒙蘇農多擴大業務範圍，但是蒙蘇農多對記者說，當局拒絕他擴大業務的行為違反憲法。示威者在1月28日與警方發生衝突，期間至少有9名示威者受傷。暴力事件過後，人權觀察有所響應，他們呼籲聯合國對柬埔寨政府施壓。無國界記者和自由之家亦譴責暴力行為。

## 個人生活
蒙蘇農多已婚，妻子名為鄧帕娜拉（Den Phanara）。他是一位虔誠的佛教徒，並在自己的電台旁邊修建一座佛寺，此外他也是一位忠實的爵士樂迷。

## 外部連結
- （英文）蜂巢電台官方網站刊載的蒙蘇農多個人簡歷